# فهرست فرار خلبانان در طول جنگ سرد
در طول جنگ سرد، خلبانانی از کشورهای مختلف (بلوک شرق، بلوک غرب و غیرمتعهدها) با هواپیماهای کشور خود به کشورهای دیگر فرار کردند.
|  |

## افغانستان
- در ۲۴ نوامبر ۱۹۶۱، خلبان نیروی هوایی سلطنتی افغانستان، عبدالصمد فضلی با پرواز پایپر جی-۳ کاب خود از مرز با پاکستان خارج شد.[۱]
- در ۲۶ فوریهٔ ۱۹۸۱، کاپیتان جمال‌الدین خلبان نیروی هوایی افغانستان با خدمه خود با یک هلیکوپتر میل۸ به شماره ۲۸۵ در حین آزمایش پرواز پس از تعمیر، از پایگاه هوایی قندهار به پاکستان فرار کرد.[۱]
- در ۲۰ نوامبر ۱۹۸۳، کاپیتان محمدنبی کورینزَی با جنگنده بمب‌افکن سوخو-۷ خود به پاکستان فرار کرد. هواپیما در حین فرود در باند فرودگاه دالبندین سقوط کرد و از هم پاشید.[۱]
- در ۲۲ سپتامبر ۱۹۸۴، سرهنگ حاجی فَکیر با یک هواپیمای آنتونوف ای‌ان-۲۶ از افغانستان به پایگاه هوایی میرانشاه پاکستان فرار کرد.[۱]
- در ۲۸ ژوئن ۱۹۸۵، خدمهٔ دو فروند هلیکوپتر میل-۲۴ از افغانستان به پاکستان فرار کردند. هلیکوپترها بعداً برای ارزیابی به ایالات متحده منتقل شدند، و سپس به پاکستان بازگردانده شدند و یکی از آن‌ها اکنون در پایگاه هوایی خالد کویته (پاکستان) به نمایش گذاشته شده‌است.[۱]
- در ۸ دسامبر ۱۹۸۸، کاپیتان اسدالله با یک میگ -۲۱ از افغانستان به پایگاه هوایی میرانشاه پاکستان فرار کرد.[۱]
- در ۳ ژوئیهٔ ۱۹۸۹، کاپیتان محمد حمید در حال پرواز با یک هلیکوپتر میل-۲۵ از افغانستان به پایگاه هوایی کیکا، پاکستان فرار کرد.[۱]
- در ۶ ژوئیهٔ ۱۹۸۹، کاپیتان نیروی هوایی افغانستان جان پَهرَند با جنگنده بمب‌افکن سوخو-۱۷ به پاکستان فرار کرد.[۱]

## الجزایر
- یک خلبان هلیکوپتر الجزایری، به نام کاپیتان علیلی مسعود، هلیکوپتر میل-۸ خود را از پایگاه نیروی هوایی بلیدا، در جنوب غربی الجزایر، ابتدا به جزیرهٔ فورمنترا و سپس در تاریخ ۱۷ ژوئن ۱۹۹۸ به ایبیزا در اسپانیا هدایت کرد، و از جنگ داخلی الجزایر (۲۰۰۲–۱۹۹۲) دور شد. هلیکوپتر متعاقباً به الجزایر بازگردانده شد، در حالی که خلبان درخواست پناهندگی سیاسی کرد که به دلیل فشارهای الجزایر به وی اعطا نشد، اما هر ساله به وی ویزای اقامت اعطا شد که تاکنون ادامه دارد.[۲]

## چین
تعدادی از فرارها از مقصد جمهوری خلق چین رخ داد که اکثر خلبانان آن‌ها به جمهوری چین (تایوان) فرار کردند. این فهرست شامل موارد زیر است:
- در ۱۲ ژانویه ۱۹۶۰، اولین فرار از ارتش آزادی‌بخش خلق رخ داد. یانگ دکای، یک خلبان هوادریای ارتش آزادی‌بخش خلق از لشکر ۴ جنگنده (یا چهارمین بخش جنگنده هوادریای ارتش آزادی‌بخش خلق؟) یک میگ-۱۵ با شماره سریال ۶۵۰۱ را از پایگاه هوایی لوکیائو به شهرستان یایلان، تایوان پرواز داد. با این حال، هواپیمای او در هنگام فرود سقوط کرد، و یانگ کشته شد.
- در ۱۵ سپتامبر ۱۹۶۱، خلبانان نیروی هوایی ارتش آزادی‌بخش خلق شائو ژیان و گائو یوزونگ با آنتونوف ای‌ان-۲ از شهرستان جیان، شاندونگ به ججو-دو پرواز کردند و در ۷ اکتبر ۱۹۶۱ به تایوان رسیدند. هر دو خلبان شخصاً توسط چیانگ کای شک مصاحبه شدند و ۵۰۰ تل (تقریباً ۲۵ کیلوگرم) طلا جایزه گرفتند. هر دو خلبان در نیروی هوایی جمهوری چین خدمت کردند و با درجه سرهنگی بازنشسته شدند و شائو در نهایت به ایالات متحده مهاجرت کرد.
- در ۳ مارس ۱۹۶۲، لیو چنگسی، خلبان هوادریای ارتش آزادی‌بخش خلق از اسکادران ۸ بال سوم هنگ شانزدهم، یک میگ-۱۵ را از پایگاه هوایی لیاکیو در ژجیانگ به شهرستان تائویوان، تایوان (شهر تائویوان فعلی) پرواز داد. لیو ۱۰۰۰ تل (تقریبا ۵۰ کیلوگرم طلا)، و سمت معاون مدیر ایستگاه رادیویی نیروی هوایی جمهوری چین را دریافت کرد و با درجه سرهنگی بازنشسته شد.

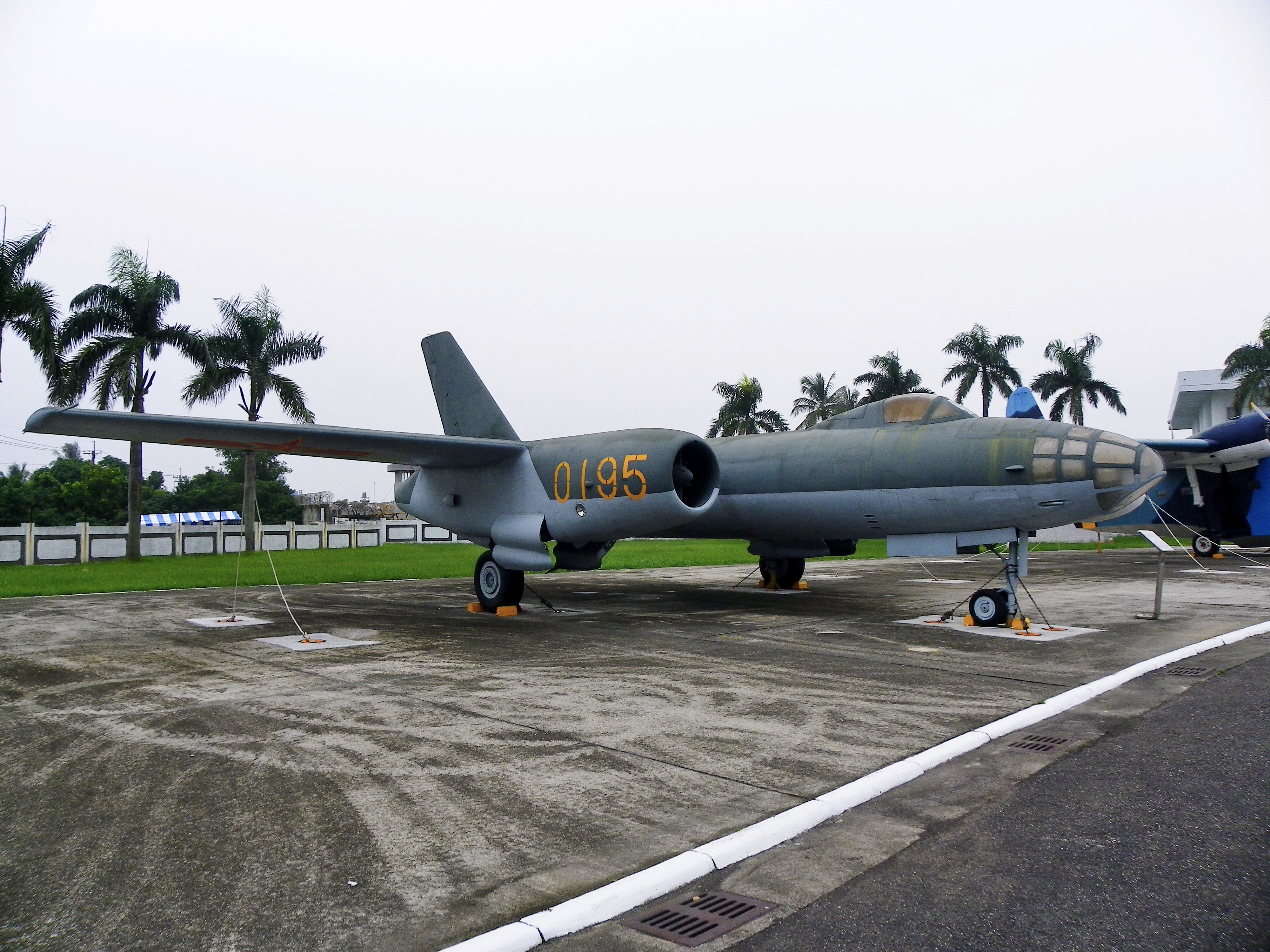
ایلیوشین ایل-۲۸ در موزه نیروی هوایی جمهوری چین در سال ۲۰۱۱ به نمایش گذاشته شد.

- در ۱۱ نوامبر ۱۹۶۵، لی شیانبین، کاپیتان نیروی هوایی ارتش آزادی‌بخش خلق، ایلیوشین ایل-۲۸ خود از لشکر ۸، بمب‌افکن به شماره ۰۱۹۵ را از پایگاه هوایی جیانکیاو در هانگژو به شهرستان تائویوان، تایوان (در حال حاضر شهر تائویوان) پرواز داد. این اولین ایلیوشین ایل-۲۸ با سیستم کامل، در اختیار غرب بود. جسد اپراتور رادیویی/تیرانداز دم، لیان بائوشنگ در صحنه پیدا شد و دریانورد لی کایوانگ پس از اقدام به خودکشی زنده دستگیر شد. هر دو بازمانده در نیروی هوایی جمهوری چین مورد تجلیل و پاداش قرار گرفتند. لی شیانبین ۲۰۰۰ تل (تقریباً ۱۰۰ کیلوگرم) طلا جایزه گرفت، در حالی که لی کایوانگ ۱۰۰۰ تل (تقریباً ۵۰ کیلوگرم) طلا جایزه گرفت. از آنجایی که لیان بائوشنگ مرده بود، جایزه او به میزان ۱۰۰۰ تل (تقریباً ۵۰ کیلوگرم) طلا به‌طور مساوی بین لی شیان بین و لی کایوانگ تقسیم شد.
- لی شیان‌بین سال‌ها بعد زمانی که تمام جوایز شامل جوایز خود و دو نفر دیگر را به دلیل رفتار ناعادلانه تایوان خواستار شد، به تیتر اخبار تایوان تبدیل شد. لی شیانبین ادعا کرد که او تنها فراری است و دو نفر دیگر در واقع به دلیل فرار او دستگیر شدند، واقعیتی که بعداً توسط تایوان و خود لی کایوانگ دریانورد موافقت شد. لی شیانبین مدعی شد که به منظور تبلیغات سیاسی، از همه خدمه به عنوان فراری تجلیل می‌شود که دور از واقعیت بود، اما او درگرفتن تمام پاداش طلا موفق نبود. لی شیانبین پس از اینکه به عنوان سرهنگ از نیروی هوایی جمهوری چین به‌طور افتخاری اخراج شد، اقامت کانادا را دریافت کرد. او در سال ۱۹۹۲ پس از اینکه متوجه شد مادرش در شرف مرگ است، از طریق کانادا به چین بازگشت، و دوباره خبرساز شد. او پس از بازگشت به چینگدائو در اکتبر ۱۹۹۲، توسط اداره امنیت عمومی دستگیر و به ۱۵ سال زندان محکوم شد، بعداً این مدت به ۱۰ سال کاهش یافت و در ادامه مجازات او پس از تشخیص سرطان معده و نزدیکی به مرگ به شدت کاهش یافت. او زودتر آزاد شد و اندکی پس از آزادی درگذشت.[نیازمند منبع]
- لی کایوانگ، ناوبر ایلیوشین ایل-۲۸، در هنگام فرار توسط لی شیانبین به شدت تحت فشار قرار گرفت و پس از خودکشی ناموفق مجبور به پذیرش سرنوشت خود شد. به دلیل گلوله‌ای که به ناحیه کتف او خورده بود، بسری شد و پرستاری که از او مراقبت می‌کرد عاشق او شد و به او گفت که به دستور دولت جمهوری چین مسئول نظارت بر او است. این دو در نهایت ازدواج کردند و به خانه پرستار نقل مکان کردند، اما همچنان تحت نظارت دائمی بودند: یک ژنرال ارتش جمهوری چین پسری داشت که به مدرسه‌ای نزدیک خانه این زوج می‌رفت، بنابراین او اتاقی نزدیک محل سکونت آن‌ها اجاره کرد و سال‌ها لی کایوانگ را تحت نظر داشت. اگرچه سرلشکر و پسرش سرانجام از آنجا نقل مکان کردند. لی کایوانگ هیچ قصدی برای ماندن در تایوان نداشت و از آنجایی که خواهر زنش با یک آمریکایی ازدواج کرده بود، لی کایوانگ و همسرش در سال ۱۹۷۲ پس از اخراج شرافتمندانه با عنوان سرهنگ نیروی هوایی جمهوری چین، از تایوان به ایالات متحده مهاجرت کردند. این زوج در سال ۱۹۷۹ تابعیت ایالات متحده را دریافت کردند. در سال ۱۹۸۲، دیپلمات‌های چینی با لی کایوانگ در ایالات متحده تماس گرفتند و داستان عدم تمایل به فرار او را پذیرفتند و پس از تحقیقات طولانی، دولت چین شهروندی او را در سال ۱۹۸۴ باز پس داد. او پس از چندین بازدید از چین در دهه ۱۹۹۰، در نهایت در سال ۱۹۹۸ در چین مستقر شد. [نیازمند منبع]
- در ۷ ژوئیهٔ ۱۹۷۷، فن یوانیه، یک خلبان نیروی هوایی ارتش آزادی‌بخش خلق، شن‌یانگ جی-۶ خود با شماره ۳۱۷۱ را از جینجیانگ به پایگاه هوایی در تاینان پرواز داد و درجه سرهنگی در نیروی هوایی جمهوری چین دریافت کرد. او پس از اخراج افتخارآمیز خود از نیروی هوایی جمهوری چین، با پول خود به یک شرکت سرمایه‌گذاری پیوست و گرین کارت آمریکایی گرفت، اما او عمدتاً در تایوان زندگی می‌کرد تا سرمایه‌های خود را مدیریت کند.
- در ۱۵ آوریل ۱۹۷۹، یان ونچانگ، خلبان برجسته نیروی هوایی ارتش آزادی‌بخش خلق که جوایز متعددی را برای عملکرد عالی خود در حمایت از جنگ چین و ویتنام دریافت کرده بود، پس از اینکه مطلع شد مقام معاون کمیسر اسکادران به شخص دیگری داده شده، بسیار ناراحت شد، چراکه خود را شایستهٔ این ترفیع می‌دانست، بنابراین تصمیم گرفت به ویتنام فرار کند، چون به زودی واحد او به هونان اعزام می‌شد. تنها چیزی که او از خود به جا گذاشت یادداشتی برای همسرش بود که در آن نوشته شده بود: من برای همیشه می‌روم، خداحافظ!'. پس از ورود هواپیمای شن‌یانگ جی-۶ او از گوانگشی به ویتنام، ویتنام به هیچ وجه به تلاش‌های او برای برقراری تماس واکنش نشان نداد و در نتیجه، یان پس از برخورد مستقیم با صخره‌ای به ارتفاع ۱۰۰۰ متر در حدود ۸۰ کیلومتری جنوب هایفونگ کشته شد. وزارت امور خارجه چین روز بعد به ویتنام گفت که این حادثه یک خطای ناوبری بوده و خواستار بازگرداندن بقایای خلبان و جت شد، اما ویتنام نپذیرفت و در عوض از بازرسان شوروی خواست که لاشه هواپیما را بررسی کنند. کارشناسان هوانوردی کاگ‌ب دریافتند که تجهیزات هواپیمای جی-۶ او حتی بر اساس استانداردهای شوروی بسیار ابتدایی است و در واقع فاقد هرگونه اویونیک ناوبری مؤثر است. علاوه بر این، ارتباطات جی-۶ رمزگذاری نشده بود و می‌توانست توسط رادیوهای غیرنظامی پیشرفته موجود در بازار نیز رهگیری شود. از آنجایی که یان یک خلبان معمولی بود که در ۱۰ کیلومتری مرز چین و ویتنام (گاهی ۴ بار در روز) در حریم هوایی گشت زنی می‌کرد، تا قبل از سقوطش، کسی متوجه فرارش نشد.
- در ۷ اوت ۱۹۸۳، سان تیان‌کین، خلبان سابق نیروی هوادریای ارتش آزادی‌بخش که چند ماه پیش برای آموزش به ارتش آزادی‌بخش خلق منتقل شده بود، با جی-۷II به شماره ۰۴۵ از دالیان به پایگاه هوایی سئول در کره جنوبی پرواز کرد. سان در نیروی هوایی جمهوری چین نائل به درجه سرهنگی و دریافت ۷۰۰۰ تل (تقریباً ۳۵۰ کیلوگرم) طلا شد که بالاترین میزان دریافتی ثبت شده در تاریخ است. در ژانویهٔ ۱۹۸۵، سان با لی تیانهوی، یک نوازنده چینی که او نیز به تایوان فرار کرد، ازدواج کرد و این زوج در نهایت پس از اخراج افتخاری سان از نیروی هوایی جمهوری چین به کانادا مهاجرت کردند.
- در ۱۴ نوامبر ۱۹۸۳، وانگ ژوئچنگ، فرماندهٔ ۲۵ ساله اسکادران نیروی هوادریای ارتش آزادی‌بخش خلق، از جناح دوم هنگ ۱۸، لشکر ششم، با یک شنیانگ جی-۵ به شماره ۸۳۰۶۵ از دایشان، ژجیانگ، تحت اسکورت دو فروند اف-۵ به تایوان پرواز کرد و با موفقیت در فرودگاه بین‌المللی چیانگ کای شک فرود آمد. وانگ درجه سرگردی در نیروی هوایی جمهوری چین و ۳۰۰۰ تل (تقریباً ۱۵۰ کیلوگرم) طلا دریافت کرد. پس از جدایی از همسر سابقش، با یک زن محلی تایوانی ازدواج کرد و صاحب دو دختر و یک پسر شد. وانگ هنوز از طریق تلفن با اعضای خانواده خود در هنان صحبت می‌کند و مانند اکثر چینی‌های فراری دیگر از مهاجرت به خارج خودداری می‌کند.
- در ۲۵ اوت ۱۹۸۵، شیائو تیانرون، معاون فرمانده جناح نیروی هوایی ارتش آزادی‌بخش خلق، با یک ایلیوشین ایل-۲۸ از شهرستان جیآئو، شاندونگ به ایری (ایکسان فعلی) پرواز کرد و در هنگام فرود اضطراری، هدایتگر سان ووچون، و یک شهروند کره‌جنوبی روی زمین کشته شدند. اپراتور رادیویی و توپچی دم، لیو شویی از فرار خودداری کرد و کره جنوبی او را همراه با خاکستر سان وچون به چین بازگرداند. در ۲۰ سپتامبر ۱۹۸۵، شیائو به تایوان رسید و ۳۰۰۰ تل (تقریباً ۱۵۰ کیلوگرم) طلا و درجه سرهنگی در نیروی هوایی جمهوری چین دریافت کرد. شیائو تیانرون دو نسخه از اعلامیه خود علیه کمونیسم را در چین به جای گذاشت و درخواست کرد که یکی از آن‌ها برای دنگ شیائوپینگ ارسال شود. شیائو شخصاً با چیانگ چینگ-کو گفتگو کرد و در اکتبر همان سال در رژه جشن روز ملی جمهوری چین ظاهر شد. شیائو بعداً با خبرنگار تلویزیون تایوانی چانگ ته فونگ ازدواج کرد که به شیائو در سرمایه‌گذاری‌اش در بازار سهام تایوان کمک زیادی کرد، این زوج در نهایت طلاق گرفتند.
- در ۲۱ فوریهٔ ۱۹۸۶، چن بائوژونگ، ۲۶ ساله، فرمانده اسکادران جناح سوم هنگ شناسایی هوایی چهارم نیروی هوایی ارتش آزادی‌بخش خلق، یک هواپیمای شناسایی شن‌یانگ جی-۶ به شماره ۳۲۸۳ را از فرودگاه شن یانگ به پایگاه هوایی آموزشی سوون در کره جنوبی پرواز داد. چن در ۳۰ آوریل ۱۹۸۶ به تایوان رسید و ۵۰۰۰ تل (تقریباً ۲۵۰ کیلوگرم) طلا دریافت کرد. اطلاعات کمی در مورد چن پس از اخراج افتخارآمیز او از نیروی هوایی جمهوری چین وجود دارد.
- در ۲۴ اکتبر ۱۹۸۶، خلبان نیروی هوایی ارتش آزادی‌بخش خلق، ژنگ کایتیان، شن‌یانگ جی-۶ خود را از یانتای به پایگاه هوایی سئول پرواز داد و زمانی که به تایوان رسید، ۵۰۰۰ تل (تقریباً ۲۵۰ کیلوگرم) طلا به او اهدا شد. در میان خلبانان چینی فراری، ژنگ سخت‌ترین زندگی را داشته‌است، زیرا او در یک کارخانه الکترونیکی سرمایه‌گذاری کرد که ورشکست شد و تمام پول خود را در سرمایه‌گذاری‌های بعدی از دست داد.
- در ۱۹ نوامبر ۱۹۸۷، لیو ژیوان، فرمانده اسکادران لشکر ۴۹ نیروی هوایی ارتش آزادی‌بخش خلق، شن‌یانگ جی-۶ خود را به شماره ۴۰۲۰۸ از فرودگاه لونگشی، جانگجاو به پایگاه هوایی چینگ چوان کانگ در تایچونگ، تایوان پرواز داد و ۵۰۰۰ تل (معادل حدود ۲۵۰ کیلوگرم) طلا دریافت کرد. لیو سرمایه‌گذاری زیادی در بازار سهام تایوان کرد و دارایی‌هایش (بدون احتساب طلای پاداش داده شده به او) زمانی بیش از ۱۰ میلیون دلار تایوان جدید (تقریباً ۴۰۰٫۰۰۰ دلار آمریکا) بود.
- در ۶ سپتامبر ۱۹۸۹، جیانگ ونهائو، ستوان ۲۳ ساله نیروی هوایی ارتش آزادی‌بخش خلق، از جناح دوم هنگ ۱۴۵ لشکر ۴۹، با یک شن‌یانگ جی-۶ به شماره ۴۰۳۰۷ از فرودگاه لونگشی، جانگجاو، فوجیان به فرودگاه کینمن پرواز کرد. جیانگ با رئیس وقت ستاد کل نیروهای مسلح تایوان، هوی پی تسون گفتگو کرد و درجه ستوانی در نیروی هوایی جمهوری چین اعطا شد. با این حال، پاداش مالی جیانگ به ۲۰۰۰ تل (تقریباً ۱۰۰ کیلوگرم) طلا از ۵۰۰۰ تل اصلی (تقریباً ۲۵۰ کیلوگرم) کاهش یافت؛ زیرا به دلیل کاهش تنش‌ها با چین در طول دههٔ ۱۹۸۰، تایوان در ۱۵ سپتامبر ۱۹۸۸، در پاسخ به اقدام مشابه چین، در لغو اعطای پاداش به تایوانی‌های فراری، طی چهار روز مقدار زیادی از پاداش اعطایی را کاهش داد. جیانگ پس از ارتقا به درجهٔ کاپیتان، از نیروی هوایی جمهوری چین اخراج شد. او در ادامه یک عکاس زیر آب مشهور شد و جوایز متعددی را به دست آورد و همچنین به عنوان مربی غواصی کار کرد.
- در ۲۵ اوت ۱۹۹۰، وانگ بائویو، فرمانده اسکادران هنگ هوایی ۶۲ لشکر هوایی ۲۱، نیروی هوایی ارتش آزادی‌بخش خلق، پس از برخاستن از فرودگاه نظامی جیآئو در مودانجیانگ، با هواپیمای شن‌یانگ جی-۶ خود به ولادی‌وستوک در اتحاد جماهیر شوروی سابق فرار کرد. یک هفته بعد، شوروی او را همراه با هواپیما به چین تحویل دادند (به گفته شاهدان عینی شوروی، وانگ به محض اینکه از شوروی تحویل گرفته شد، مورد ضرب و شتم شدید، نیروهای اسکورت چینی قرار گرفت) وانگ بائویو متعاقباً به اعدام محکوم شد، هرچند حکم او به حبس ابد تبدیل شد. جنبش‌های دموکراسی‌خواه چین اقدام شوروی در بازگرداندن خلبان به چین را محکوم کردند. همچنین چندین فرمانده بلندپایهٔ دفاع هوایی شوروی در نتیجه این فرار شغل خود را از دست دادند، چراکه هواپیمای وانگ بائویو تا زمانی که فرود نیامده بود شناسایی نشد.

توجه: در جوایز یا انعام‌های پرداختی هر تل، به حدود ۵۰ گرم (۱٫۶ اونس تروا) تبدیل شده‌است. به ازای «تایل بازار جدید».

## کوبا
- در ۴ سپتامبر ۱۹۶۲، یک مربی خلبانی کوبایی به نام خوزه دیاز واسکز با یک هواپیمای آموزشی زلین زد-۲۶ به همراه کارآموز خود فرار کرد و در کی‌وست فلوریدا در ایالات متحده فرود آمد. کارآموز او، ادل رامیرز سانتوس، درخواست کرد به خانه بازگردد.[۳]
- در ۲۰ مارس ۱۹۶۴، خدمه به نام‌های گیلرمو سانتوس و آندرس ایزاکیره، که دومی فرمانده هلیکوپتر میل می-۴ به نام خوزه گارسیا را به ضرب گلوله کشت ربودند و مسیر پرواز را در جهت ایستگاه هوایی نیروی دریایی کی وست تغییر دادند. جایی که در نهایت فرود آمدند.[۳]
- در ۵ اکتبر ۱۹۶۹، یک خلبان کوبایی، لیوت. ادواردو گوئرا خیمنز با میگ-۱۷ خود به پایگاه نیروی هوایی هومستد میامی فرار کرد. این هواپیما به کوبایی‌ها بازگردانده شد. در مورد دیگری، به تاریخ ۱۲ ژوئن ۱۹۷۹، یعنی ده سال بعد، همان خلبان پرواز شماره ۱۰۶۱ خطوط هوایی دلتا به مقصد هاوانا را ربود.[۴]
- در ۲۸ مه ۱۹۸۷، سرتیپ کوبایی رافائل دل پینو دیاز با یک هواپیمای سسنا ۴۰۲ شرکت آئرو کارابین، به همراه همسر سوم خود، دختر و پسرش رامسس، خلبان سابق میگ-۲۳، به ایالات متحده فرار کرد. سرتیپ دل پینو دیاز همچنان بالاترین رتبه نظامی فراری کوبایی است.[۴]
- در ۲۰ مارس ۱۹۹۱، سرگرد کوبایی اورستس لورنزو پرز در یک مأموریت آموزشی نیروی هوایی کوبا، بامیگ-۲۳بی‌ان خود به ایستگاه هوایی نیروی دریایی کی وست فلوریدا فرار کرد.[۵] این هواپیما به نیروی هوایی کوبا بازگردانده شد. در ۱۹ دسامبر ۱۹۹۲، او با یک سسنا ۳۱۰ کوچک و دو موتوره مدل ۱۹۶۱ به کوبا بازگشت و در زمان توافق شده در بزرگراه ساحلی ال‌مامی در وارادرو، استان ماتانزاس، در ۹۳ مایلی هاوانا فرود آمد. همسرش ماریا ویکتوریا (۳۴) و دو پسرشان رینیل (۱۱) و الخاندرو (۶) از قبل منتظر او بودند، چراکه چند روز قبل دو زن مکزیکی پیام او را به خانواده‌اش منتقل کرده بودند. اورست لورنزو پرز خانواده خود را جمع کرد و موفق شد به ماراتون، فلوریدا بازگردد.[۶]

## چکسلواکی
- در سال ۱۹۵۳، میرا اسلواک، خلبان هواپیمایی چکسلواکی، یک پرواز منظم از پراگ به برنو داشت. در حین مسیر، بر کمک خلبان غلبه کرد و او را از کابین بیرون کرد و در کابین خلبان را قفل کرد، سپس هواپیما را به زیر ۱۰۰۰ پایی رساند. و با هواپیما به فرانکفورت رفت و در آنجا درخواست پناهندگی کرد. او بعداً به ایالات متحده رفت و در آنجا کاپیتان هواپیماهای مختلف، و قایق‌های مسابقه‌ای بود؛ او همچنین خلبان هواپیمایی کانتیننتال بود.
- در سال ۱۹۷۱، خلبان بدلکار لادیسلاو بزاک – برنده مسابقات جهانی آکروباتیک FAI در سال ۱۹۶۰ – با پروازی به آلمان غربی فرار کرد. او همسر و چهار پسرش را با یک زلین زد- ۲۶ همراه کرد که در پراگ به پرواز درآمد و در نورنبرگ فرود آمد، جایی که هر شش نفر از آلمان غربی پناهندگی سیاسی گرفتند.[۷]

## جمهوری دومینیکن
- در آوریل ۱۹۵۹، کاپیتان خوان دیوس ونتورا سیمو با یک جت دی هاویلند ومپایر از نیروی هوایی دومینیکن جدا شد. او ابتدا به پورتوریکو پرواز کرد تا از ایالات متحده درخواست پناهندگی سیاسی کند، اما به زودی کشور را ترک کرد و به گروهی از تبعیدیان دومینیکن در ونزوئلا پیوست. در ژوئن ۱۹۵۹، آن‌ها یک کمپین چریکی تحت حمایت کوبا را علیه تروخیو در جمهوری دومینیکن سازماندهی کردند، اما به سرعت توسط نیروی نظامی برتر تروخیو مغلوب شدند. ونتورا سیمو، یکی از معدود بازماندگان، توسط مردان تروخیو دستگیر و شکنجه شد، آن‌ها با این ادعا که ونتورا سیمو یک فراری واقعی نبوده، بلکه یک جاسوس دولتی است که شورشیان را به ویرانی هدایت کرده‌است، یک کمپین اطلاعات نادرست را علیه مخالفان سازماندهی کردند. هنگامی که ونتورا سیمو دیگر برای حکومت تروخیو مفید نبود، در زندان کشته شد، سپس او را سوار هواپیمایی کردند که در دریا سقوط کرد، با این روش سعی کردند تا علت مرگ را یک سانحه هوایی نشان بدهند.[۸]

## مصر
- در ۱۹ ژانویهٔ ۱۹۶۴، خلبان نیروی هوایی مصر محمود عباس حلمی با مربی یاکولف یاک-۱۱ خود از پایگاه هوایی العریش به پایگاه هوایی هاتزر در اسرائیل فرار کرد.

## اتیوپی
- در سال ۱۹۷۶، دو خلبان اتیوپیایی با پرواز جنگنده‌های نورثروپ اف-۵‌ای خود به کسالا در سودان فرار کردند. جت‌ها بعداً به اتیوپی بازگردانده شدند.
- در سال ۱۹۷۷، خلبان نیروی هوایی اتیوپی، سرگرد افورکی مکونن با بمب‌افکن انگلیش الکتریک کانبرا خود به سومالی فرار کرد. این اتفاق در طول جنگ اوگادن رخ داد.
- در طول دههٔ ۱۹۸۰ و اوایل دههٔ ۹۰ (تا سال ۱۹۹۱)، چندین خلبان اتیوپیایی با هواپیماهای خود به سودان و یمن فرار کردند.
- در ۲۶ مه ۱۹۹۱، خلبانان هفت میل-۸، یک آئرو ال-۳۹ آلباتروس، دو آنتونوف ای‌ان-۱۲، سه میگ-۲۳، سه میل-۲۴ و سه میل-۳۵اس پس از سقوط دولت منگیستو هایله ماریام از اتیوپی به جیبوتی فرار کردند. همهٔ هواپیماها در ۸ اوت به اتیوپی بازگردانده شدند.

## آلمان شرقی
- در ۷ مارس ۱۹۶۹، خلبان اسکادران جنگنده-۱ (جی‌جِی-۱) نیروی هوایی آلمان شرقی کاپیتان جرارد شارنتسکی با یک هواپیمای آموزشی یاکولوف یاک-۱۸اِی به شماره ۱۱، از پایگاه هوایی کوتبوس به فرودگاه برنهلم در جزیرهٔ برنهلم در دانمارک پرواز کرد.

## آلمان غربی
- در ۱ آوریل ۱۹۷۱، سرجوخهٔ خلبان هانس دیتر راینکنسمایر از نیروی هوایی ارتش آلمان غربی با یک سسنا ۱۷۲ کوچک به آلمان شرقی فرار کرد و درخواست پناهندگی سیاسی کرد.

## یونان
- در ۱۱ سپتامبر ۱۹۷۰ یک هواپیمای داگلاس سی-۴۷ اسکای‌ترین نیروی هوایی یونان برای فرار، برفراز حریم هوایی شوروی در منطقه سواستوپل پرواز کرد. خلبان یک سوخو -۱۵ در کنارش پرواز کرد و بال‌هایش را به معنی «دنبالم کن» تکان داد. داگلاس سی-۴۷ او را دنبال کرد و در پایگاه هوایی بلبیک فرود آمد. خلبان یونانی، کاپیتان میخالیس مانیاتاکیس، هواپیما را از پایگاه هوایی خانیا در کرت ربوده بود تا از یونان تحت کنترل حکومت نظامی بگریزد. مانیاتاکیس از اتحاد جماهیر شوروی درخواست پناهندگی سیاسی کرد.
- در ۲۵ نوامبر ۱۹۷۳، یک سرهنگ نیروی هوایی یونان دیمیتریوس زلیوس در فرودگاه بریندیسی در جنوب غربی ایتالیا فرود آمد و درخواست پناهندگی سیاسی کرد.

## مجارستان
- در اوت ۱۹۶۹ خلبان نیروی هوایی مجارستان، سرگرد. یوزف بیرو با میگ-۱۵ خود از پایگاه هوایی تاسزار مجارستان به اودینه ایتالیا فرار کرد. دادگاه نظامی درجهٔ او را سلب کرد و غیابی به جرم خیانت بزرگ به اعدام محکوم کرد.
- در ۷ آوریل ۱۹۷۰ یک خلبان نیروی هوایی مجارستان، ستوان یکم ساندور زوبوکی با میگ-۱۵ خود (با شماره سریال ۹۰۷) از پایگاه هوایی تاسزار، مجارستان، به اودینه، ایتالیا فرار کرد. در همان سال دادگاه نظامی درجهٔ او را سلب کرد و غیابی به جرم خیانت بزرگ به اعدام محکوم شد.

## اسرائیل
- در ۱۳ ژوئیهٔ ۱۹۹۰، ساعت ۴:۳۰ صبح، کاپیتان هاگی موری ۳۳ ساله، بدون اجازه با هواپیمای دورنیر دو ۲۸ از فرودگاه سد دوم حرکت کرد و سعی کرد به سوریه فرار کند. به گفتهٔ منابع عربی، هواپیمای دشمن با برخورد هواپیماهای جنگندهٔ نیروی هوایی سوریه از حریم هوایی سوریه خارج شد. پس از این، موری خودکشی کرد. لاشهٔ هواپیمای مفقود شده در دامنه‌های غربی بلندی‌های جولان در نزدیکی مرز سوریه پیدا شد.[۹]

## ایران
- در ۱۶ اکتبر ۱۹۸۲، کیهان جهان‌فخر، خلبان شرکت هواپیمایی تجاری، پس از فرود هواپیمای بوئینگ ۷۲۷ ایران ایر خود در اتریش، درخواست پناهندگی سیاسی کرد.[۱۰]
- در ۱۰ ژوئیهٔ ۱۹۸۳، کاپیتان ایرج فاضلی با یک جت نورثروپ اف-۵ ساخت ایالات متحده در فرودگاهی در وان، یکی از شرقی‌ترین استان‌های ترکیه در مرز ایران فرود آورد. این هواپیما متعلق به پایگاه دوم شکاری در تبریز بود.
- در اوایل سال ۱۹۸۴، فراریان ایرانی با یک نورثروپ اف-۵ به عربستان سعودی رفتند (خلبان چند سال بعد به ایران بازگشت). در هر دوی این موارد، جت‌ها چند هفته بعد به ایران بازگشتند.[نیازمند منبع]
- در ۳۰ اوت ۱۹۸۴، کاپیتان رحمان نقیب خلبان ایرانی با مک‌دانل داگلاس اف-۴ فانتوم ۲، با شماره سریال ۳–۶۵۵۲ خود به عراق فرار کرد، افسر رهگیری رادار او هم اسیر جنگی شد که بعداً به همراه سایر اسرا آزاد شد.
- در ۲۱ ژوئیهٔ ۱۹۸۵، خلبان ایرانی مهدی بابایی و دو نفر از هوانوردان با هلیکوپتر بوئینگ سی‌اچ-۴۷ شینوک سری ۵–۴۰۸۹ ساخت آمریکا به عراق پرواز کردند.
- در ۳۱ اوت ۱۹۸۶ یک جنگندهٔ ایرانی گرومن اف-۱۴ تام‌کت که حداقل دارای یک موشک ایم-۵۴ فینیکس اِی بود در عراق فرود آمد. یک سخنگوی ارتش عراق خلبان و افسر سیستم‌های تسلیحاتی (WSO) را سرگرد احمد مراد طالبی و کاپیتان حسن نجفی حبیب‌الله شناسایی کرد. پس از فرود، هواپیما توسط ۲۰ تکنسین آمریکایی محاصره شد،[نیازمند منبع] که از آن و خلبان فراری مراقبت کردند، افسر سیستم تسلیحاتی با فرار مخالفت کرده بود و اسیر جنگی شد، بعداً به همراه سایر اسیران آزاد شد (خلبان هم بعداً در اروپا کشته شد).
- در ۲ سپتامبر ۱۹۸۶، ۲ فروند فانتوم اف-۴ ایرانی و یک اف-۱۴ تام‌کت به عراق ربوده شدند.[۱۱][۱۲]

## عراق
- در ۲ آوریل ۱۹۶۰، خلبان عراقی، ستوان عبود سلیم حسن، هواپیمای هاوکر هانتر ساخت بریتانیا را به سوریه برد و در آنجا درخواست پناهندگی سیاسی کرد و ادعا کرد که از سلطهٔ کمونیست‌ها در نیروی هوایی فرار کرده‌است.
- در ۳۰ نوامبر ۱۹۶۳، ستوان عبدالرحیم السلیم زوهر، خلبان عراقی با پرواز در آسمان ایران در فرودگاهی در باکو، جمهوری آذربایجان شوروی، فرود آمد و به شوروی گریخت. او دلیل فرار خود را عدم تمایل به مشارکت در سرکوب شورشیان کرد عنوان کرد. نوع هواپیمایی که او در آن فرار کرد مشخص نیست اما ممکن است دی هویلند ومپایر باشد. به خلبان پناهندگی سیاسی اعطا شد.[۱۳]
- در ۱۶ اوت ۱۹۶۶، کاپیتان عراقی منیر ردفا در نتیجهٔ عملیات الماس موساد، میگ-۲۱ خود را به اسرائیل پرواز داد. دو سال بعد، اسرائیل میگ-۲۱ و دو میگ-۱۷اف خود را برای ارزیابی با نام رمز HAVE DONUT (برای میگ-۲۱) و HAVE DRILL (برای میگ-۱۷) به ایالات متحده داد.
- پس از فرار کاپیتان منیر ردفا، حداقل دو خلبان عراقی با جت‌های میگ-۲۱ خود به اردن فرار کردند. اردن به آن‌ها پناهندگی سیاسی داد اما هواپیما را به عراق بازگرداند.
- بامداد دوم دی ماه ۱۳۶۰، یک خلبان عراقی از میدان ۸۴ با میگ-۲۳ خود به پایگاه هوایی وحدتی در ایران فرار کرد. او موفق شد به سلامت فرود بیاید و متعاقباً ثابت کرد که منبع اطلاعاتی عالی برای نیروی هوایی ارتش جمهوری اسلامی ایران است. با این حال، هواپیما بیش از حد و برای چند ساعت در فضای باز رها شد و بعدازظهر نیروی هوایی عراق حمله‌ای را علیه پایگاه ایرانی انجام داد و هواپیما را با راکت‌های ۶۸ میلی‌متری غیر هدایت‌شونده از بمب‌افکن‌های سوخو-سو۲۰ منهدم کرد.[۱۴]
- طی عملیات طوفان صحرا در سال ۱۹۹۱، خلبانان حدود ۱۱۵ تا ۱۴۰ هواپیمای نظامی عراقی به ایران فرار کردند.[۱۵] ایران تمام هواپیماها را مصادره کرد.

## اردن
- در ۱۲ نوامبر ۱۹۶۲، یک خلبان به عنوان فرمانده کل نیروی هوایی اردن، معرفی شد. سرهنگ دوم سهل محمد حمزه با هواپیمای ترابری نظامی دی هاویلند هرون به جمهوری متحد عربی فرار کرد.
- در ۱۳ نوامبر ۱۹۶۲، دو خلبان نیروی هوایی اردن با هواپیمای هاوکر هانتر خود به جمهوری عربی متحده فرار کردند (#804 & #810).

## لائوس
- در ۱۶ مارس ۱۹۶۳، ستوان چرت سایبری با پرواز نورث امریکن تی-۲۸ ساخت آمریکا به ویتنام شمالی فرار کرد.[۱۶]
- در ۱۰ مارس ۱۹۷۶، سوندان مونگاسی از لائوس هواپیمای رصدی سبک سسنا او-۱ برد داگ ساخت آمریکا را در تایلند فرود آورد.[۱۷]
- در ۲۴ اوت ۱۹۷۹، خلبان لائوسی، ستوان پرواز جایسین چینجینام داگلاس سی-۴۷ اسکای‌ترین خود را به شمال شرقی تایلند برد و درخواست پناهندگی کرد.

## لبنان
- در ۳۰ دسامبر ۱۹۸۷، ستوانِ دروزی، ماجد کرامه از نیروی هوایی لبنان، هلیکوپتر آئروسپاسیال غزال ساخت فرانسه را از یک پایگاه نظامی در شمال بیروت به سمت شوف پرواز داد و آن را به شبه نظامیان دروزیِ طرفدار سوریه تحویل داد.

## لیبی
- اندکی قبل از جنگ لیبی-مصر (۱۹۷۷)، یک خلبان تحت آموزش لیبیایی با اشتوکا رالی کوچک تک موتوره پرواز و به مصر گریخت.[۱۸]
- در ۱۱ فوریهٔ ۱۹۸۱، یک خلبان نیروی هوایی لیبی که با یک میگ-۲۳ پرواز می‌کرد به کرت در یونان فرار کرد و از لیبی گریخت. خلبان مدعی شد که دلیل فرارش سوءظن تلاش برای فرماندهی لاکهید سی-۱۳۰ هرکولس لیبیایی حامل ۱۹ افسر ارتش لیبی محکوم به اعدام و پرواز آن‌ها به یونان بوده‌است. این تلاش شکست خورد و مدتی بعد، زمانی که اطلاعات نظامی لیبی از تلاش (شکست خورده) او مطلع شد، او مظنون شد. خلبان بعداً از آکادمی نیروی هوایی یوگسلاوی فارغ‌التحصیل شد.[۱۹] این هواپیما بعداً در ۱۴ فوریه به لیبی بازگردانده شد.
- در سال ۱۹۸۷، فرارهای متعددی به مصر رخ داد. ابتدا در ۲ مارس، یک خدمه پنج نفره با یک لاکهید سی-۱۳۰ هرکولسلاکهید سی-۱۳۰ هرکولس به همراه دو تن از افسران درخواست پناهندگی سیاسی کردند. سپس در ۲۹ مارس، سه افسر با یک بوئینگ سی‌اچ-۴۷ شینوک فرار کردند، و در نهایت در ۱۶ ژوئیه سه افسر دیگر، این بار با هلیکوپتر میل-۸ فرار کردند.[۲۰]

## موزامبیک
- در ۸ ژوئیهٔ ۱۹۸۱، ستوان آدریانو فرانسیسکو بومبا یک میگ-۱۷ را از ماپوتو به بالای پارک ملی کروگر در آفریقای جنوبی پرواز داد، پس از آن او را رهگیری کردند و برای فرود در پایگاه نیروی هوایی هودسپرویت اسکورت کردند. هنگام فرود، او درخواست پناهندگی سیاسی کرد. این هواپیما بعداً پس از بررسی گسترده، آزمایش پرواز و حضور در یک نمایشگاه هوایی، از طریق زمینی به ماپوتو بازگردانده شد.

## هلند
- در ۷ مارس ۱۹۶۴، یک مهندس هواپیمای جوان، تئو ون ایجک، از نیروی هوایی هلند ام‌ال‌دی، یک هواگرد گشت دریایی دو موتوره گرومن اس-۲ ترکر را از فرودگاه پایگاه نیروی دریایی پادشاهی بریتانیا در حال فار مالت ربود و به لیبی پرواز کرد. او سعی داشت به مصر فرار کند، اما سوخت کافی برای رسیدن به مقصد خود در اسکندریه نداشت. او پس از پرواز بر فراز فرودگاه بنینا، در یک باند هوایی کوتاه نزدیک بنغازی فرود آمد. این خلبان سپس از سوی مقامات لیبی پناهندگی سیاسی دریافت کرد، اما یک سال بعد با بازگشت به هلند موافقت کرد و یک سال را در زندان گذراند. پس از آن هواپیما به هلندی‌ها بازگردانده شد.[۲۱][۲۲]

## نیکاراگوئه
- در ۱۲ ژوئن ۱۹۷۹، کاپیتان آرمانگل لارا کروز خلبان گارد ملی نیکاراگوئه با سسنا او-۲ اسکای‌مستر فن-۳۲۰ مسلح خود به کاستاریکا فرار کرد.[۲۳]
- در ۲۳ دسامبر ۱۹۸۵، خلبان نیروی هوایی ساندینیستا زیر نظر ستوان سالوادور بلانکو لاکایو با هواپیمای ترابری سبک آنتونوف ای‌ان-۲ به کشور همسایه هندوراس فرار کرد.[۲۳]
- در ۸ دسامبر ۱۹۸۸، یک خلبان نیروی هوایی ساندینیستا، کاپیتان ادوین استرادا لیوا، با یک هلیکوپتر تهاجمی میل ۲۵ ساخت شوروی به هندوراس فرار کرد.[۲۳]

## کرهٔ شمالی
- در ۲۸ آوریل ۱۹۵۰، ستوان ۲۴ ساله لی کان سون با پرواز ایلیوشین ایل-۱۰ ساخت شوروی خود به پوسان، کره جنوبی فرار کرد.
- در ۲۱ سپتامبر ۱۹۵۳، نو کوم سوک ۲۱ ساله، ستوان ارشد نیروی هوایی خلق کره، طی عملیات مولا با میگ-۱۵ خود به سمت جنوب فرار کرد. با توجه به این‌که این هواپیمای جنگنده در آن زمان بهترین هواپیمای بلوک کمونیست بود، مبلغ هنگفتی در آن زمان یعنی ۱۰۰٫۰۰۰ دلار (کمتر از ۱ میلیون دلار با توجه به تورم ۲۰۲۰) و حق اقامت در ایالات متحده را دریافت کرد. پیشنهاد بازگرداندن میگ نادیده گرفته شد و این هواپیما اکنون در موزه ملی نیروی هوایی ایالات متحده، دیتون، اوهایو به نمایش گذاشته شده‌است.
- در ۲۱ ژوئن ۱۹۵۵، کاپیتان خلبان نیروی هوایی کره‌شمالی. لی اون یونگ و ستوان لی یون سونگ با یک هواپیمای آموزشی یاکوولف یاک-۱۸ به سئول، کره جنوبی فرار کردند.
- در دسامبر ۱۹۷۰، سرگرد پاک سون کوک، خلبان نیروی هوایی کره شمالی، گمان می‌رود که با میگ-۱۵ به استان گانگوون، کره جنوبی فرار کرده‌است. احتمالاً در حال حاضر او خلبان نیروی هوایی جمهوری کره است.[۲۴]
- در ۲۵ فوریه ۱۹۸۳، کاپیتان لی آونگ پیونگ (۲۸ ساله) از نیروی هوایی کره‌شمالی از فرصت تمرین آموزشی برای فرار استفاده کرد و میگ-۱۹ خود را در فرودگاهی در سئول فرود آورد. طبق رویه رایج آن زمان، او در نیروی هوایی کره‌جنوبی کمیسیون دریافت کرد و در نهایت سرهنگ شد و تا زمان مرگش در سال ۲۰۰۲ در آکادمی نیروی هوایی کره‌جنوبی تدریس کرد. او ۱٫۲ میلیارد وون جایزه دریافت کرد.

## پاکستان
- در ۲۰ اوت ۱۹۷۱، در طول جنگ هند و پاکستان در سال ۱۹۷۱، ستوان پرواز ماتیور رحمان، خلبان مربی، تلاش کرد با هواپیمای آموزشی لاکهید تی-۳۳، از نیروی هوایی پاکستان (پی‌ای‌اف) جدا شده و با یک کپی که از طرح عملیاتی (که احتمالاً او از مقر پایگاه هوایی دزدیده بود) نیروهای مسلح پاکستان در عرصه‌های جنوبی، به نبرد جدایی‌طلبان بنگلادش بپیوندد. اما تلاش او توسط. افسر خلبان کارآموز رشید مینهاس خنثی شد

## لهستان
- در سال ۱۹۴۹، ستوان آرکادیوس کوروبچینسکی با هواپیمای تهاجمی ایلیوشین ایل-۲ (شماره ۳) از پایگاه هوایی نیروی دریایی لهستان در ویتسکو مورسکی به جزیرهٔ گوتلاند در سوئد فرار کرد.
- در ۵ مارس ۱۹۵۳، ستوان لهستانی فرانچیسکا کیارتسکی با یک میگ-۱۵بیس (شماره ۳۴۶) - یک جنگندهٔ مدرن ساخت شوروی - از سووپسک (پایگاه نیروی هوایی لهستان) به فرودگاه رونه در جزیرهٔ بورنهولم پرواز کرد. متخصصان هوایی غربی هواپیما را بررسی کردند و چند روز بعد، میگ با کشتی به جمهوری خلق لهستان بازگشت. اما کیارتسکی به ایالات متحده رفت و در آنجا اطلاعات مهمی در مورد هواپیماهای مدرن شوروی و تاکتیک‌های هوایی ارائه کرد.
- در ۲۰ می ۱۹۵۳، ستوان زادیسلاو یاژوینسکی از بیست و هشتمین اسکادران جنگنده در اسلوپسک با میگ-۱۵بیس به فرودگاه رونه در جزیره بورنهولم، دانمارک فرار کرد.
- در ۲۵ سپتامبر ۱۹۵۶، ستوان زیگموند گوشچینیاک از زگژه پومورسکی با میگ-۱۵بیس (شماره ۱۳۲۷) فرار کرد و (بدون استفاده از تجهیزات فرود) در فرودگاه برنهلم در جزیره بورنهولم فرود آمد.
- در ۷ نوامبر ۱۹۵۷، ستوان کوژوخفسکی از اسکادران جنگنده ۳۱ در لاسک با لیم-۲ میگ-۱۵بیس، (شماره ۱۹۱۹) فرار کرد و در نزدیکی هاللاند در سوئد فرود آمد.
- در ۱۲ اکتبر ۱۹۵۹، سروان. آندری کرایوسکی، خلبان نیروی هوایی لهستان (اهل لوبلین/رادوم) با همسر باردار و دختر سه ساله خود از باشگاه هوایی گروجونتس فرار کرد و در یک میدان نظامی در نزدیکی Rønne، در جزیره برنهلم فرود آمد.

## پرتغال
- در ۱۲ مارس ۱۹۶۳، ستوان یکم جاسینتو سوارز ولوزو با هواپیمای آموزشی تی-۶ تگزان خود از مرز موزامبیک - تانگانیکا به دارالسلام خارج شد و از نیروی هوایی پرتغال جدا شد، او در آنجا به جبهه آزادی‌بخش موزامبیک پیوست.

## رودزیا
- در سال ۱۹۷۷، جوریک گلدواسر، شهردار سابق بولاوایو و از اقوام بری گلدواتر سناتور و کاندیدای ریاست جمهوری آمریکا، با یک هواپیمای شخصی کوچک به بوتسوانا پرواز کرد و درخواست پناهندگی سیاسی کرد.

## عربستان سعودی
- در ۲ اکتبر ۱۹۶۲ یک هواپیمای دو موتوره فرچیلد سی-۱۲۳  پرووایدر نیروی هوایی عربستان سعودی، مملو از جنگ‌افزار و مهمات ساخت ایالات متحده که گفته می‌شد توسط شاهزاده حسن برای حامیان سلطنتی در یمن فرستاده شده بود، به مصر فرار کرد. سه خدمهٔ آن درخواست پناهندگی سیاسی کردند و به آن‌ها پناهندگی داده شد. خدمه پرواز این هواپیما خلبانان رشاد سیشا مکه، احمد حسین ایکا و مهندس پرواز به نام عمر بودند.
- در ۳ اکتبر ۱۹۶۲ دو خلبان عربستان سعودی یک هواپیمای آموزشی نیروی هوایی را در شمال مصر فرود آوردند و درخواست پناهندگی سیاسی کردند. این دومین فرار به این شکل، طی دو روز بود. خلبانان علی الازهاری و عبدالوهاب بودند.[نیازمند منبع]
- در ۸ اکتبر ۱۹۶۲ دو هواپیمای نظامی دیگر عربستان سعودی به مصر فرار کردند.[نیازمند منبع]
- در ۱۱ نوامبر ۱۹۹۰، یک خلبان نیروی هوایی سلطنتی سعودی با یک جنگندهٔ مک‌دانل داگلاس اف-۱۵ ایگل در جریان عملیات سپر صحرا به سودان فرار کرد.[۲۵][۲۶]

## سومالی
- در ۱۲ ژوئیهٔ ۱۹۸۸، یک خلبان نیروی هوایی سومالی، به نام سرهنگ احمد محمد حسن با جت جنگندهٔ میگ-۱۷اف خود به جیبوتی فرار کرد و اعلام کرد از دستور بمباران اهداف غیرنظامی در شمال سومالی خودداری می‌کند.[۲۷]
- در ۲۹ می ۱۹۸۹، خلبان نیروی هوایی سومالی، سرهنگ محمد شیخ ابراهیم یوسف، با هواپیمای ترابری آنتونوف ای‌ان-۲۶ خود به جیبوتی فرار کرد و درخواست پناهندگی سیاسی کرد.

## کرهٔ جنوبی
- در سپتامبر ۱۹۴۹، یک خلبان کره‌جنوبی، ستوان یکم پاک یونگ جو، با استینسون ال-۵ خود به کره‌شمالی فرار کرد.
- در ۳ دسامبر ۱۹۵۲، یک دانشجوی خلبان ارتش کرهٔ جنوبی، ستوان دوم کوگ یونگ آم، با سسنا ال-۱۹ به شماره (۵۱–۴۷۹۴) خود به پیونگ‌یانگ، کرهٔ شمالی فرار کرد.
- در اکتبر ۱۹۵۳، یک خلبان-مدرس کرهٔ جنوبی، کاپیتان کیم سونگ بای با یک هواپیمای جنگندهٔ نورث امریکن پی-۵۱ ماستنگ به کرهٔ شمالی فرار کرد.
- در ۲۰ ژانویهٔ ۱۹۵۴، یک خلبان کرهٔ جنوبی، ستوان دوم چوی مای-چونگ با یک هواپیمای تجسس سسنا ال-۱۹ به کره‌شمالی فرار کرد.

## اتحاد جماهیر شوروی
- در ۹ اکتبر ۱۹۴۸، پیوتر پیروگوف و آناتولی بارسف با پرواز بمب‌افکن توپولف تو-۲، از اتحاد جماهیر شوروی به لینتس، اتریش رفتند مقامات اشغالگر آمریکایی به آن‌ها پناهندگی دادند. بارسف یک سال بعد به اتحاد جماهیر شوروی بازگشت و اعدام شد.

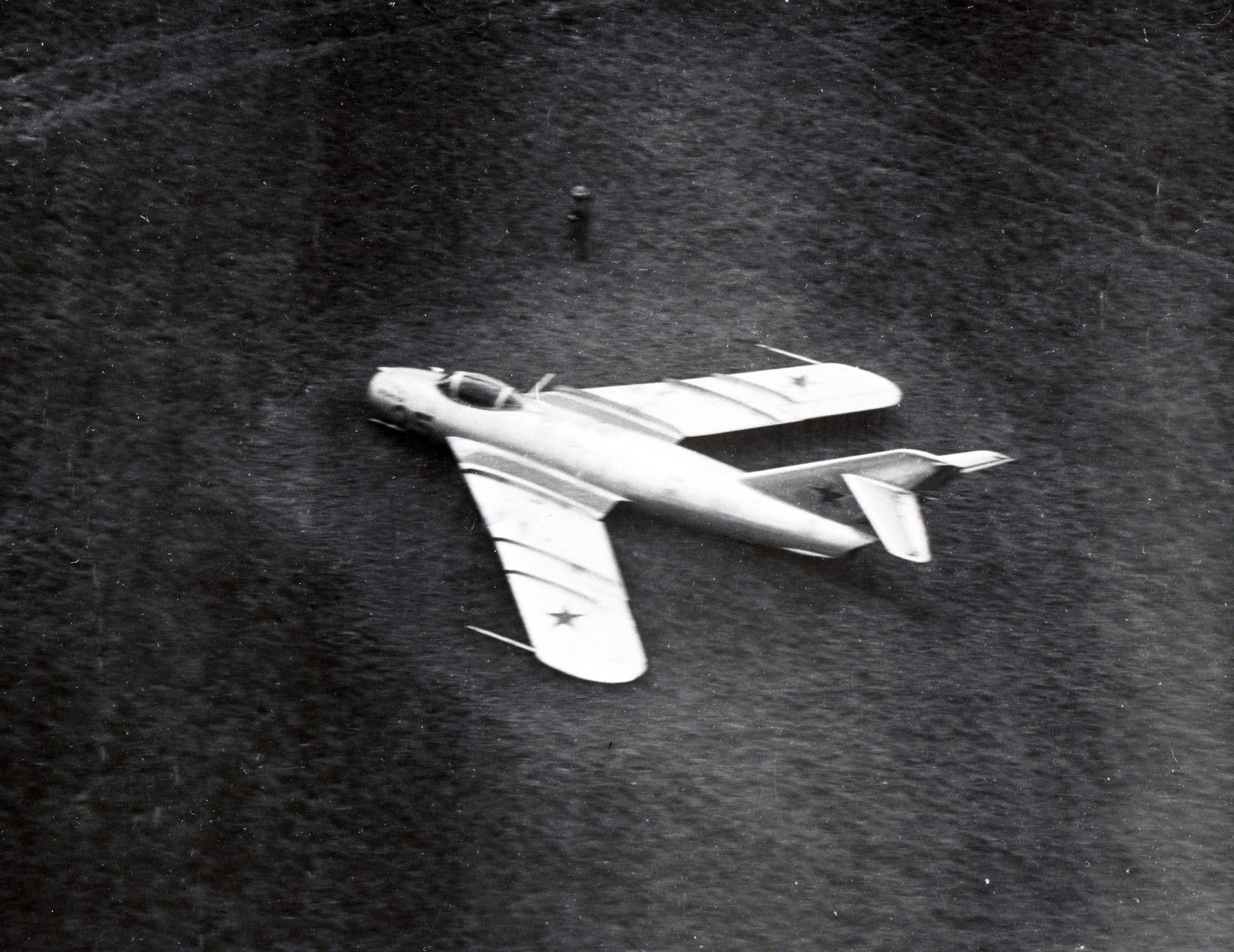

- در سال ۱۹۶۱، یک خلبان ارتش شوروی با هواپیمای رهگیر سوخو-۹ خود به آبادان، در ایران پرواز کرد. جزئیات کمی از این حادثه روشن شده‌است، اما هواپیما و خلبان به سرعت توسط افسران بخش فناوری خارجی (اف‌تی‌دی) وزارت دفاع ایالات متحده تحویل گرفته شدند. پس از جداسازی قطعات هواپیمای سوخو-۹ در عرض ۲۴ ساعت، به ایالات متحده منتقل شد، و خلبان اندکی بعد از هواپیما به آمریکا رفت. در ۲۶ مه ۱۹۶۷، ستوان واسیلی ایلیچ اپاتکو با که در آلمان شرقی مستقر بود با میگ-۱۷ خود (به شمارهٔ ۲۵) به آلمان غربی رفت و در میدانی در نزدیکی کیکلینگن، بایرن فرود بسیار موفقی داشت. بلافاصله یک هواپیمای کانادایی سی‌اف-۱۰۴ از فرود آن عکس‌برداری کرد. او از سوی ایالات متحده پناهندگی گرفت.
- در ۷ مه ۱۹۷۳، ستوان یوگنی ورونسکی سوخو سو-۷ خود را از آلمان شرقی، جایی که در آن مستقر بود، به آلمان غربی برد و در نزدیکی ولفن‌بوتل ایجکت کرد. لاشهٔ هواپیما به اتحاد جماهیر شوروی بازگردانده شد، اما مقامات آلمانی اجازه دادند ورونسکی در این کشور بماند.
- در ۶ سپتامبر ۱۹۷۶، ستوان ویکتور بلنکو با میگ-۲۵پی به فرودگاه هاکوداته در ژاپن پرواز، و فرار کرد. پس از بازرسی توسط بخش فناوری خارجی وزارت دفاع ایالات متحده، میگ-۲۵ در ژاپن رها شد و پس از جداسازی و تجزیه و تحلیل توسط ایالات متحده، قطعات آن به اتحاد جماهیر شوروی بازگردانده شد.
- در ۲۰ مه ۱۹۸۹، کاپیتان الکساندر زویف با میگ ۲۹ خود به ترابزون ترکیه فرار کرد. او در کتاب زندگی‌نامهٔ خود با عنوان 'فرار خلبان تاپ‌گان از امپراتوری شوروی' (‎شابک ‎۰−۴۴۶−۵۱۶۴۸−۱)، نوشت، که اتحاد جماهیر شوروی پس از فرار او به سرعت با دولت ترکیه معامله کرد و میگ-۲۹ به اتحاد جماهیر شوروی بازگردانده شد. به گفتهٔ خود زویف، اولین کلماتی که پس از فرار موفقیت‌آمیزش از کابین خلبان خارج شد این بود: "من یک آمریکایی هستم!". او در هنگام فرار مورد اصابت گلوله قرار گرفت و در همان شب با یک هواپیمای آمریکایی سی-۱۳۰ از ترکیه به پایگاه هوایی رامشتاین در آلمان غربی منتقل شد.

## سوریه
- از ۱۵ تا ۱۷ اوت ۱۹۶۸، خلبانان ۹ فروند میگ-۱۷ سوری و سه فروند میگ-۲۱ پس از شکست کودتا به اردن فرار کردند.
- در ۱۴ ژوئن ۱۹۷۶، یک خلبان فلسطینی در نیروی هوایی سوریه، ستوان پرواز محمود مصلح یاسین، با میگ-۲۳ خود به عراق فرار کرد.
- در ۲۷ ژوئیهٔ ۱۹۷۶، کاپیتان احمد عبدالقادر الترمانینی، خلبان سوری و قهرمان «جنگ اکتبر» با جنگندهٔ میگ-۲۱ خود به عراق فرار کرد.
- در ۱۱ اکتبر ۱۹۸۹، خلبان سوری، عبدالباسم، میگ-۲۳ام‌ال خود را در اسرائیل فرود آورد.

## تایوان
- در ۱۲ ژانویهٔ ۱۹۵۵، سرگرد ژائو لانگ با خدمهٔ خود با هواپیمای ترابری سی-۴۶ کماندو به جمهوری خلق چین فرار کرد.
- در ۲۳ فوریهٔ ۱۹۵۵، دو دانشجوی نیروی هوایی جمهوری چین با هواپیمای آموزشی پی‌تی-۱۷ فرار کردند.
- در ۱۸ مه ۱۹۵۵، خلبان ستوان هوی وی، تلاش کرد تا با ریپابلیک پی-۴۷ تاندربولت خود فرار کند اما درست در گوانگدونگ سقوط کرد.[۲۸]
- در ۱۵ اوت ۱۹۵۶، سرگرد گانگ هوانگ، خلبان مربی آکادمی نیروی هوایی جمهوری چین، با هواپیمای آموزشی تی-۶ تگزان خود به شمارهٔ ۱۰۶ به جمهوری خلق چین فرار کرد.
- در ۱ ژوئن ۱۹۶۳، تینگ زی زو، خلبان اسکادران ۴۳ نیروی هوایی جمهوری چین، با یک اف-۸۶ سابر به جمهوری خلق چین فرار کرد. او از پایگاه هوایی هسینچو، تایوان بلند شد و در لانگیان، استان فوجیان، چین فرود آمد. این هواپیما اکنون در موزهٔ نظامی انقلاب خلق چین در پکن به نمایش گذاشته شده‌است.[۲۹]
- در ۲۶ مه ۱۹۶۹، دو خلبان نیروی هوایی جمهوری چین با هواپیمای آموزشی لاکهید تی-۳۳ شوتینگ‌استار سری ۳۰۲۴ به جمهوری خلق چین فرار کردند. خدمهٔ این هواپیما خلبان مربی وانگ تیان‌مینگ و کادت ژو جینگرونگ بودند. این هواپیما در حال حاضر در موزهٔ نظامی انقلاب خلق چین در پکن به نمایش گذاشته شده‌است.
- در ۸ اوت ۱۹۸۱، سرگرد هوانگ ژی چنگ، خلبان مربی، با هواپیمای نورثروپ اف-۵ به شماره سریال ۵۳۶۱ خود به جمهوری خلق چین فرار کرد. او جایزه‌ای معادل ۳۷۰٫۰۰۰ دلار آمریکا دریافت کرد (مبلغ بلافاصله برگشت داده شد) و به عنوان معاون فرمانده یک مدرسهٔ آموزش خلبانی معرفی شد. طبق گفتهٔ دولت چین، او نودمین عضو نیروهای ملی‌گرا بود که از سال ۱۹۴۹ با هواپیما فرار کرد.[۳۰]
- در ۲۲ آوریل ۱۹۸۳، لی داوی، با یک هواپیمای دی هاویلند کانادا دی‌اچ‌سی-۲ بیور، از جمهوری چین به جمهوری خلق چین فرار کرد. این هواپیما اکنون در موزهٔ نظامی انقلاب خلق چین در پکن به نمایش گذاشته شده‌است.
- در ۴ مه ۱۹۸۶، وانگ شیجو، خلبان هواپیمای تجاری که ادعا می‌کرد با هواپیمای یو-۲ در اسکادران گربۀ سیاه بر فراز چین پرواز کرده‌است، با جت بوئینگ ۷۴۷ خود به چین فرار کرد.[۳۱]
- در ۲ نوامبر ۱۹۸۹، خلبان یک فروند نورثروپ اف-۵ نیروی هوایی تایوان (سریال شماره ۵۱۲۰)، به نام لین ژیانشون، ۸۰ کیلومتر داخل استان گوانگدونگ در سرزمین اصلی چین ایجکت کرد؛ جت بدون خلبان سقوط کرد، و بقایای آن در موزهٔ انقلاب خلق چین به نمایش گذاشته شده‌است.[۳۲]

## ایالات متحده
- در مارس ۱۹۶۲، سرباز ارتش ایالات متحده گروهبان. BJ Keesee با یک پایپر پی‌ای-۲۴ کومانچی به کوبا فرار کرد.
- در ژوئیهٔ ۱۹۶۳، روبرتو راموس میکلنا، خلبان آمریکایی، با یک بیچ‌کرفت تی-۳۴ منتور به کوبا فرار کرد.[۳۳]
- در ۲۱ مه ۱۹۶۷، سرگرد ریچارد هاروود پیرس، که در جنگ ویتنام، مدال ستاره برنز دریافت کرده بود، با افشای اطلاعات سری ارتش ایالات متحده، با یک هواپیمای سبک سسنا ۱۵۰ به کوبا فرار کرد. پیرس در کوبا پناهندگی گرفت.[۳۴]

## ونزوئلا
- در ۲۶ ژوئن ۱۹۷۳، خلبان نیروی هوایی ونزوئلا. کاپیتان آریستیدس گونزالس سالازار و یکی از خدمه گروهبان به نام کارلوس رامیرز مادرو، با بمب‌افکن انگلیش الکتریک کانبرا، به کوبا فرار کرد.

## ویتنام جنوبی
- در ۲۷ فوریهٔ ۱۹۶۲، خلبان ویتنام جنوبی، ستوان نگوین ون کو، پس از شکست در تلاش برای کودتا، با داگلاس ای-۱ اسکایریدر خود (Bu 134485) به کامبوج فرار کرد.
- در ۷ نوامبر ۱۹۷۳، خلبان ویتنام جنوبی، ستوان هو دوی هانگ، با یک هلیکوپتر بل یواچ-۱ ایروکوای، ساخت ایالات متحده به شماره سریال ۶۰۱۳۹ به ویتنام شمالی فرار کرد.[۳۵]
- در آوریل ۱۹۷۵، دو خلبان ویتنام جنوبی با یک هلیکوپتر بل یواچ-۱ به ویتنام شمالی فرار کردند.
- در ۸ آوریل ۱۹۷۵، یک افسر نیروی هوایی جمهوری ویتنام، کاپیتان نگوین تان ترونگ، کاخ ریاست‌جمهوری را در سایگون بمباران کرد و با نورثروپ اف-۵ خود به ویتنام شمالی فرار کرد.[۳۶]

## یوگسلاوی
- در ۱۳ سپتامبر ۱۹۵۳، یک خلبان نیروی هوایی، ستوان نیکولا یاکشیچ، تاندربولت P-47D خود را به ایتالیا برد و پس از فرود در پایگاه هوایی آویانو، درخواست پناهندگی سیاسی کرد. مقامات فرودگاه به نقل از او گفتند که «آزادی» را انتخاب کرده‌است.[۳۷]

## زیمبابوه
- در ۳۰ ژوئن ۱۹۸۸، یک خلبان نیروی هوایی زیمبابوه، ستوان پرواز گری کین، هلیکوپتر بل ۴۱۲ خود را در تلاشی ناموفق برای نجات مأموران ادعایی آفریقای جنوبی از زندان، دزدید.